# Tomás José Sanabria y Meleán
Tomás José Sanabria y Meleán (Caracas, Venezuela, 17 de enero de 1796-Ibidem, 30 de mayo de 1850) fue un abogado y político venezolano.

## Biografía
Fue el menor de los nueve hijos del prócer de la Independencia de Venezuela, Tomás José Hernández de Sanabria y Velázquez; quien por ser Republicano y su padre Realista, cambió la “B” de su apellido por una “V”; para diferenciarse   y de María de la Asunción de la Luz Meleán y Tovar.  Eliminó el apellido Hernández, fielmente plegado al movimiento independentista; que excluía las costumbres coloniales. El 7 de octubre de 1824, se casó con Brígida Rodríguez del Toro y del Toro (1805-1880), bisnieta de Francisco Rodríguez del Toro e Isturiz, sobrina bisnieta de José Rodríguez del Toro, sobrina de Francisco Rodríguez del Toro, Fernando Rodríguez del Toro y Juan Rodríguez del Toro, prima de Bernardo Herrera, Esteban Herrera Toro, Diego Ibarra y Andrés Ibarra, prima segunda de María Teresa del Toro y Antonio Herrera Toro, prima tercera de Fermín Toro, Carlos Toro Manrique y Rufino Blanco Fombona, prima cuarta de Teresa Carreño, Carlos Acedo Toro y Miguel Toro Ramírez y prima quinta de Elías Toro.
Tomás, se graduó de abogado en Universidad Central de Venezuela en 1821. Entre 1821-1822, se desempeñó como asesor del departamento de Guayana de la Gran Colombia; cuando fue elegido representante por la provincia de Caracas, ante el Congreso de la Gran Colombia en Bogotá; aunque no pudo asistir por motivos de salud. Desde su cargo de juez de la Corte de Apelaciones del distrito del Norte, fue encargado por Carlos Soublette de elaborar un plan para la organización de los ramos de alta y baja policía.
Fue comisionado por Simón Bolívar para la elaboración de un proyecto, sobre policía rural y otro sobre el ordenamiento de los principales ramos de la administración municipal. En 1829, mientras ejercía de Procurador del cantón de Caracas fue llamado por José Antonio Páez para ocupar el cargo de secretario general, en reemplazo de Pedro Briceño Méndez. Tras la Disolución de la Gran Colombia en 1830, declinó la oferta de ser el representante de Venezuela ante la República de la Nueva Granada y Ecuador. En 1840, se unió al Partido Liberal y en su casa se decidió la creación del periódico El Venezolano. En julio de 1841, asumió como Rector de la Universidad Central de Venezuela; en 1844, asumió la presidencia de la Sociedad de Agricultura de Caracas y participó en la fundación y dirección del periódico El Agricultor, de donde polemiza con Antonio Leocadio Guzmán.

## Funciones durante el gobierno de José Tadeo Monagas
En julio de 1847 es nombrado como ministro de Interior y Justicia en el primer gobierno de José Tadeo Monagas, es encargado de presentar ante la Cámara de Representantes del Congreso el Mensaje presidencial en la sesión del 24 de enero de 1848. Llega acompañado de sus 2 hijos, Francisco y Martín José Sanabria. Al terminar la lectura del Mensaje, se le emplaza a permanecer en el recinto del Congreso mientras se convoque a otros 2 secretarios a rendir cuenta sobre asuntos de orden público. El rumor de que Sanabria ha sido detenido por los conservadores, provoca una reacción popular que culmina con el Asalto al Congreso de Venezuela de 1848.
El diputado conservador y presidente del Congreso José María Rojas Ramos amenazó al ministro Tomás José Sanabria y Meleán diciéndole: "Si entran los asaltantes el primer muerto es usted". Otro diputado conservador intenta desarmar a Rojas, mientras el miliciano Julián García le dispara al ministro Sanabria, sin embargo el diputado Lossada golpea la mano de García desviando el tiro.
Sanabria mantiene su compostura, presentando su renuncia en la sesión de reinstalación dé las Cámaras el 25 de enero de 1848. Postulado a la presidencia de la República durante la campaña electoral de 1850, intenta declinar su candidatura, aunque cuenta con el apoyo de José Tadeo Monagas, pocos días antes de su muerte. Sus restos reposan en el Panteón Nacional de Venezuela desde el 1 de enero de 1896.